# 2019年世界软式网球锦标赛
第十六届世界软式网球锦标赛（英語：Championship）于2019年10月25日至11月1日在中国浙江省台州市举行，是一次世界级的软式网球锦标赛。这是此赛事第一次在中国大陆举办，也是台州市首次承办中国国家一级赛事。来自26个国家和地区的运动员、教练员等约700人参加本次锦标赛。

## 背景
软式网球诞生于日本，使用需要充气的橡胶球。和普通网球相比，软式网球的球拍比网球拍要小，球体偏软，在球拍和地面上弹射的角度更加不确定；场地与网球场地相同，但记分规则不同，比赛时间较短，对队员心理承受能力要求较高。世界软式网球锦标赛则是软式网球领域最高级别的国际赛，每四年举办一届。第一届世界软式网球锦标赛于1975年10月在美国夏威夷举行。1990年在北京市举办的第十一届亚洲运动会上，软式网球成为表演项目。1994年举办的第十二届亚洲运动会上，软式网球正式成为一个比赛项目。
台州市已先后承办2016年全国软式网球比赛和九届“中国杯”国际软式网球锦标赛、ITF国际网球巡回赛分站赛等大型赛事四十余场，具有丰富的软式网球赛事承办经验；另一方面，在2001年，国家体育总局与台州市签订协议建立国家网球训练基地，台州的网球硬件设施在国内被认为达到了一流水平；此外，台州拥有专业网球学校6家，每年有近千人接受专业网球训练。

## 举办过程
2015年11月在印度举办的第十五届国际软式网球锦标赛（International Soft Tennis Championships）上，朴相和再次当选为国际软式网球联合会主席，新的国际软式网球联合会执行委员会成立。2016年10月29日至11月1日，首届国际软式网球联合会执委会会议在韩国首尔皇宫酒店（Palace Hotel）举行。10月30日，以下4个城市角逐2019年世界软式网球锦标赛主办权：
| 日本东京 | 法國法兰克福 | 泰國清迈 | 中国台州 |

最终，台州市高票获得赛事主办权。2017年6月19日上午，国际软式网球联合会主席朴相和与台州市副市长吴丽慧签订承办协议。为承办本次世锦赛，台州市体育中心成立了28个工作组，并对所有场馆的灯光音响系统、功能用房、运动员休息区等进行全面改造。2018年3月21日，组委会开始对外征集会徽、吉祥物。4月23日，国际软式网球联合会主席朴相何一行赴台州进行调研交流。
2019年3月7日下午，第十六届世界软式网球锦标赛组委会第一次会议在台州召开，中国网球协会副主席黄玮，台州市副市长芮宏及相关单位负责人参加了会议。会议听取了筹备工作情况汇报，并讨论了锦标赛会徽、吉祥物、比赛时间等事宜。5月16日，台州市体育中心的网球场馆区改造工程顺利完成招标。改造范围包括网球中心比赛场、室内网球训练馆、室外网球场三个区域进行相应的改造，改造面积约4万平方米。北京华体体育场馆施工有限责任公司为改造工程总承包商。同日，第十六届世界软式网球锦标赛新闻发布会举行，发布了锦标赛的会徽、吉祥物。
2019年6月12日，为期5天的2019世界软网锦标赛测试赛、暨第十八届“中国杯”国际软式网球锦标赛，在台州市体育中心室内网球训练馆开幕。来自中国、日本、韩国、朝鲜、马来西亚等国家、地区的10多支运动队100多名运动员参加。

## 赛程
2019年10月25日，锦标赛拉开序幕。10月27日上午，第十六届世界软式网球锦标赛在台州市体育中心开幕。开幕式由台州市副市长吴丽慧主持，国家体育总局网球运动管理中心副主任、中国网球协会副主席黄玮，浙江省体育局副局长张亚东，国际软式网球联合会原主席朴相和夫人金世顺出席开幕式。国际软式网球联合会秘书长比纳亚·比克拉姆·沙阿致辞，时任浙江省副省长、台州市委书记陈奕君宣布比赛开幕。之后，运动员代表、裁判员代表进行了宣誓。开幕式文体表演《相约台州》，分为序幕 《世界的目光》、第一幕 《山海龙腾》、第二幕 《太极神韵》、第三幕 《姹紫嫣红》、尾声 《欢乐颂歌》五部分，开幕式主题歌《山海联网天下情》也亮相开幕式。
本次赛事为期6天，至11月1日结束，分为男女子单打、男女双打、混双、男团、女团等共7个项目。来自26个国家和地区的运动员、教练员等约700人参加本次锦标赛，参赛规模创历届之最。
| 日期               | 内容                                                   |
| ------------------ | ------------------------------------------------------ |
| 10月25日（星期日） | 报到                                                   |
| 10月26日（星期六） | 运动员训练 裁判员会议 领队、教练、裁判长联席会议       |
| 10月27日（星期日） | 开幕式 男、女单打（第一阶段）                          |
| 10月28日（星期一） | 男、女单打（第二阶段） 混合双打 单打、混合双打颁奖仪式 |
| 10月29日（星期二） | 男、女双打 双打颁奖仪式                                |
| 10月30日（星期三） | 男、女团队（第一阶段）                                 |
| 10月31日（星期四） | 男、女团队（第二阶段） 团体赛颁奖仪式和闭幕式          |
| 11月1日（星期五）  | 离会                                                   |

10月31日晚上，第十六届世界软式网球锦标赛闭幕式在台州方远国际大酒店举行。会上颁发了优秀志愿者奖、优秀裁判员奖，为裁判员代表、赛事赞助商颁发证书，颁发最佳赛事运营奖、最佳组织奖。国际软式网球联合会秘书长比纳亚·比克拉姆·沙阿、中国网球协会副秘书长王光和先后致辞，台州市人民政府副秘书长张海星宣布赛事闭幕，随后进行闭幕晚会表演。
| 优秀志愿者     | 仲阳、潘浩、刘纪宋、陈重德、童惠燕、林小燕、王璐、楼娟青、郑仁水、杨静晶 |
| 优秀裁判员     | 周凌君、来琛、纪海鹰、赵芳、柏宁、梁高亮、艾星野、胡伟华、阮芬、黄燕南 |
| 优秀赞助商     | YONEX、碧桂园、中梁项目、娃哈哈集团、龙园茶业几棵树、中国电信、裕贡酒业、耀能饮料、靓程商务、绿地锦达汽车销售、尚悦礼品、岭上会、猫咛餐饮、康蕾科技、善好酒业、中国体育彩票。 |
| 最佳赛事营运奖 | 台州市体育中心有限公司 |
| 最佳组织奖     | 第十六届世界软式网球锦标赛组委会 |

## 象征
第十六届世界软式网球锦标赛吉祥物为“和和”、“合合”，名称来自于和合（台州拥有天台山这一佛教圣地，是和合文化主要发祥地之一）。“和和”以杨梅（台州仙居特产）为创作元素，“合合”以桔子（蜜桔系台州黄岩特产）为创作元素。吉祥物玩偶的手、眼等部位安装有磁铁，可变换各种造型。会徽以“台州”的“台”字展开设计，运用中国毛笔书法的艺术表现形式，表现出一名手挥球拍、击球的软网运动员形象。设计者殷茂甄，黑龙江牡丹江人。

## 评价
台州市体育中心有限公司副总经理洪晓斐认为，这次赛事可以让世界更好的认识台州。国家体育总局网球运动管理中心副主任黄玮说，本届锦标赛的举办，能够提升台州的城市影响力，也能推动软式网球运动蓬勃发展。

## 延伸阅读
- 中国软网国家队：“我”与台州有着不解之缘